# Musikalisches Würfelspiel
Ein Musikalisches Würfelspiel ist ein System, um Musikkompositionen unter Zuhilfenahme eines  Zufallsgenerators, in diesem Fall mittels Würfel, zu erstellen.

## Geschichte
Die Musikalischen Würfelspiele kamen zum Ende des 18. Jahrhunderts in Europa auf und galten als beliebter Zeitvertreib. Von dem Komponisten und Musiktheoretiker Johann Philipp Kirnberger stammt die wohl älteste Methode zum Komponieren mit Hilfe von Würfeln. Das bekannteste derartige Würfelspiel wird Wolfgang Amadeus Mozart zugeschrieben. Seine Anleitung zum Componieren von Walzern vermittels zweier Würfel... (KV 294d/516f) wurde allerdings erst 1793, also nach seinem Tod verlegt. In Mozarts Verzeichnüß aller meiner Werke ist sie jedoch nicht enthalten.
Musikalische Würfelspiele wurden noch bis in die erste Hälfte des 19. Jahrhunderts überwiegend für Klavier veröffentlicht. Wichtigste Voraussetzung für den oder die Spieler war die Fähigkeit, Noten lesen zu können, und die ausreichende Beherrschung des Musikinstruments. Mit der zunehmenden Verbreitung der Mechanischen Musikautomaten ging das Interesse an den Spielen zurück. Erst in der zweiten Hälfte des 20. Jahrhunderts erinnerte man sich dieser Kompositionssysteme, um mit der jetzt aufkommenden elektronischen Rechentechnik automatisch generierte Musikstücke erzeugen zu lassen.

## Verfahren
Bei der überwiegenden Zahl der Musikalischen Würfelspiele ist es das Ziel, ein gleichförmig und periodisch ablaufendes Musikstück zu erzeugen. Es handelt sich daher meist um Walzer, Polonaisen oder Menuette mit sehr schematischem harmonischem Aufbau. Aufbauend auf einer Grundkomposition wurden mehrere Variationen eines Themas komponiert. Anhand einer Zufallszahl wird ermittelt, welcher Takt aus welcher Variation zu spielen ist.
Meist durch Würfeln, mitunter aber auch unter Verwendung von Spielkarten oder eines anderen geeigneten Verfahrens, wird eine Zufallszahl erzeugt. Diese dient als Zeilenindex für eine Tabelle, in der die Nummern der einzeln Takte enthalten sind. Die Zeilenzahl entspricht dabei der Anzahl der komponierten Variationen. Die Spalten sind dabei nach der Reihenfolge der Würfe auszuwählen: 1. Wurf – 1. Spalte, 2. Wurf – 2. Spalte usw. Die auf einem dazugehörigen Notenblatt durchnummerierten Takte werden in der durch Zufallszahlen und Tabelle vorgegebenen Reihenfolge abgespielt. Oft war es dazu erforderlich, die Notation auf ein neues Blatt zu übertragen.

## Bekannte Musikalische Würfelspiele (Auswahl)
- Johann Philipp Kirnberger: Der allezeit fertige Polonoisen- und Menuettencomponist. Christian Friedrich Winter, Berlin 1757
- Carl Philipp Emanuel Bach: Einfall, einen doppelten Contrapunct in der Octave von sechs Tacten zu machen, ohne die Regeln davon zu wissen. Lange, Berlin 1754–1778
- Maximilian Stadler: Tabelle, aus welcher man unzählige Menueten und Trio für das Klavier herauswürfeln kann. Komponiert 1759/1763 und bei Artaria, Wien 1781 veröffentlicht; 1790 unter Joseph Haydns Namen als: Gioco filarmonico o sia maniera facile per comporre un infinito numero de minuetti e trio anche senza sapere il contrapunto von Luigi Marescalchi in Neapel wiederveröffentlicht.
- Wolfgang Amadeus Mozart: Anleitung so viel Walzer oder Schleifer mit zwei Würfeln zu componiren so viel man will ohne musikalisch zu seyn noch etwas von der Composition zu verstehen (KV Anh. 294d). Johann Julius Hummel, Berlin-Amsterdam 1793
- Michael Johann Friedrich Wiedeburg: Musikalisches Charten=Spiel ex g dur, wobey man allezeit ein musikalisches Stück gewinnet, zum Vergnügen und zur Übung der Clavierspieler und zum Gebrauch der Organisten in kleinen Städten und auf dem Lande. A.F. Winter, Aurich 1788
- Friedrich Gottlob Hayn: Anleitung, Angloisen mit Würfeln zu komponiren. Kirmse, Dresden 1798
- Antonio Calegari: Gioco pitagorico. Sebastian Valle, Venedig 1801
- Gustav Gerlach: Kunst, Schottische Taenze zu componiren, ohne musicalisch zu sein. Lischke, Berlin ca. 1830